# Friedrich Karl Schumann

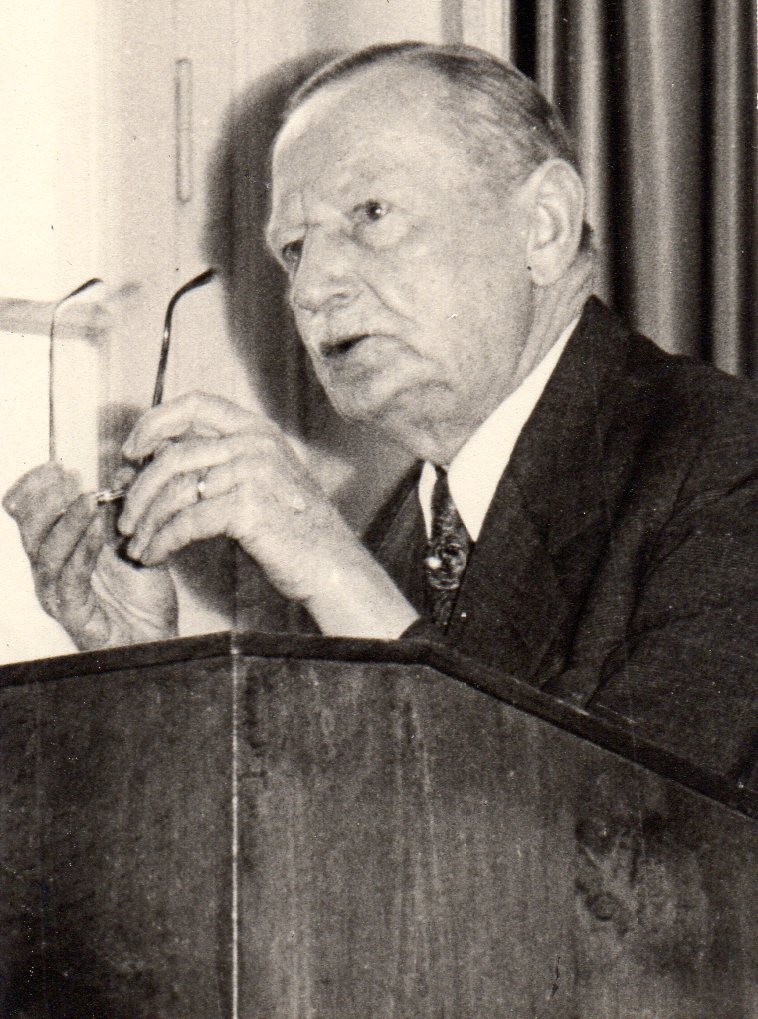
Friedrich Karl Schumann bei einem Vortrag.

Friedrich Karl Schumann (* 15. Juni 1886 in Meßkirch; † 21. Mai 1960 in Münster) war ein deutscher evangelischer Theologe und Universitätsprofessor.

## Leben
Der Sohn eines Pastors besuchte Gymnasien in Wertheim und Lörrach. Nach der Abiturprüfung im Jahre 1903 studierte er Theologie und Philosophie in Basel, Berlin, Greifswald und Heidelberg; die Abschlussprüfungen legte er 1908 in Karlsruhe ab. Nach dem Militärdienst 1909/10 war Schumann Stadtvikar in Mannheim und begann seine Dissertation Religion und Wirklichkeit. Mit ihr wurde er 1913 an der Universität Greifswald bei Johannes Rehmke zum Dr. phil. promoviert. Von 1914 bis 1924 wirkte Schumann als Pfarrer in Triberg im Schwarzwald. Während des Ersten Weltkriegs war er Felddivisionspfarrer, ausgezeichnet mit dem Eisernen Kreuz. 1923 promovierte Schumann an der Eberhard-Karls-Universität Tübingen zum Dr. theologiae. Nach seiner Habilitation an dieser Universität im darauffolgenden Jahr war er zunächst Privatdozent. Ab 1928 lehrte er an der Tübinger Universität als außerordentlicher Professor. 1929 erhielt er dann einen Ruf an die Universität Gießen und lehrte schließlich ab 1932 als Ordinarius in Halle systematische und praktische Theologie. 
Nachdem er von 1919 bis 1933 Mitglied der DNVP war, trat Friedrich Karl Schumann im Frühjahr 1933 der NSDAP (Mitgliedsnummer 2.255.336) und den Deutschen Christen bei. Von Juli bis November 1933 gehörte er der sogenannten „Einstweiligen Leitung der DEK“ (Deutschen Evangelischen Kirche) an und war in dieser Funktion an der Ausarbeitung einer neuen Verfassung der Evangelischen Kirche Deutschlands beteiligt. Auf der Veranstaltung zum Bekenntnis der Professoren an den deutschen Universitäten und Hochschulen zu Adolf Hitler und dem nationalsozialistischen Staat gehörte er am 11. November 1933 neben Martin Heidegger, Wilhelm Pinder und Ferdinand Sauerbruch zu den Rednern. Unter dem Eindruck der sogenannten „Sportpalastkundgebung“ der Deutschen Christen am 13. November 1933 wandte Schumann sich wieder von den Deutschen Christen ab und vertrat in der Folgezeit eine zwischen der Bekennenden Kirche und den Deutschen Christen vermittelnde Position. Seit dem 1. Januar 1938 gab er gemeinsam mit Hanns Rückert die Zeitschrift Deutsche Theologie. Monatsschrift für die Deutsche Evangelische Kirche heraus. 
1945 wurde Schumann auf Betreiben der sowjetischen Besatzungsmacht entlassen, aber 1946 entnazifiziert. 1945/46 war er Mitglied der „Vorläufigen Geistlichen Leitung der Kirchenprovinz Sachsen“ und leitete als Landespfarrer im Konsistorium Magdeburg das theologische Amt. 1947 wurde der Theologe zum Leiter der neu gegründeten Evangelischen Forschungsakademie Christophorusstift im westfälischen Hemer berufen. Zugleich lehrte er ab 1951 als Honorarprofessor, später als sogenannter entpflichteter Ordinarius an der Westfälischen Wilhelms-Universität Münster, wo er 1955 emeritiert wurde. 
Schumann wurde von den Universitäten Basel (1929) und Debrecen (1938) zum Doktor der Theologie ehrenhalber (Dr. theol. h. c.) ernannt und gehörte seit 1955 der vom nordrhein-westfälischen Ministerpräsidenten Karl Arnold ins Leben gerufenen „Arbeitsgemeinschaft für Forschung des Landes Nordrhein-Westfalen“, der späteren Rheinisch-Westfälischen Akademie der Wissenschaften, und seit 1958 dem Kuratorium der Forschungsstätte der Evangelischen Studiengemeinschaft (FEST) in Heidelberg an. Als Autor verfasste der Theologe mehrere Bücher zur Rechtfertigungslehre, zum kirchlichen Amtsverständnis und zu Mythos und Technik.
Friedrich Karl Schumann war seit 1913 verheiratet mit Else Schumann, geb. Ehrich (1889–1972) aus Basel/CH. Aus dieser Ehe gingen drei Söhne hervor. Sein jüngster Sohn Johannes-Peter Schumann (1928–2006) wurde ebenfalls Theologe und hatte von 1977 bis 1992 als Superintendent das leitende geistliche Amt im evangelischen Kirchenkreis Vlotho (Amtssitz in Bad Oeynhausen) inne.

## Schriften (Auswahl)
- Der Gottesgedanke und der Zerfall der Moderne. Mohr Siebeck, Tübingen 1929.
- Um Kirche und Lehre. Gesammelte Aufsätze und Vorträge. Kohlhammer, Stuttgart 1936.
- Zur Überwindung des Säkularismus in der Wissenschaft (= Glaube und Forschung, 1). Freizeiten-Verlag, Gladbeck 1949.
- Wort und Wirklichkeit. Ein Beitrag zur Frage der Entmythologisierung der neutestamentlichen Botschaft (Schriften des theologischen Konvents Augsburgischen Bekenntnisses). Lutherisches Verlagshaus, Berlin 1951.
- als Hrsg. in Verbindung mit Wilhelm Menn & Wilhelm Schüßler: Europa in evangelischer Sicht. Evangelisches Verlagswerk, Stuttgart 1953.
- als Hrsg. mit Hans Dombois: Weltliche und kirchliche Eheschliessung. Beiträge zur Frage des Eheschliessungsrechtes (= Glaube und Forschung, 6). Freizeiten-Verlag, Gladbeck 1953.
- Wort und Gestalt. Gesammelte Aufsätze. Luther-Verlag, Witten 1956.
- Mythos und Technik. Westdeutscher Verlag, Köln/Opladen 1958.
- Reformatorisches und römisch-katholisches Verständnis der Rechtfertigung. Fragmente einer nachgelassenen Vorlesung. Lutherisches Verlagshaus, Berlin 1969.
- Wort und Wirklichkeit. Gesammelte Aufsätze und kleinere Schriften, hg. von Karl Heinrich Rengstorf und Dieter Schumann. Lutherisches Verlagshaus, Berlin/Hamburg 1971. ISBN 3785903804